# دزدان مادربزرگ
دزدان مادربزرگ نام یک مجموعهٔ تلویزیونی ایرانی به کارگردانی مهدی صباغ‌زاده است که در سال ۱۳۷۵–۱۳۷۴ تولید و از شبکه ۱ سیمای جمهوری اسلامی ایران  پخش گردید.

## خلاصه داستان
در روز عید غدیر خم، پیرزنی که در منزلش به تنهایی زندگی می‌کند، منتظر فرزندان خود است تا در آن روز، به دیدارش آمده و سری به او بزنند. در این حین، سه دزد جوان، به طمع سرقت یک میراث گران‌بها که تصور می‌کنند به پیرزن رسیده، وارد منزل او شده و پیرزن را به عنوان گروگان به خانه خود می‌برند. پیرزن به جای نگرانی و ترس، سعی می‌کند با خونسردی و آرامش، جای خالی مادر را برای آن سه جوان پر کند. رابطه مهرآمیز و مادرانه پیرزن با سه جوان و جستجوی فرزندان پیرزن برای یافتن او، ماجراهایی را رقم می‌زند. در پایان، آن سه جوان، تحت تأثیر محبت و منش انسانی پیرزن قرار گرفته و خودشان او را به منزلش برده و به فرزندانش تحویل می‌دهند.

## بازیگران و عوامل تولید

### عوامل تولید
- کارگردان: مهدی صباغ‌زاده
- فیلمنامه: علی‌اصغر فهیمی‌فر
- تصویربردار: فریدون مسروری
- صدابردار: حسین غفاری
- میکس: اسحاق خانزادی
- تدوین:  مهدی صباغ‌زاده
- طراح صحته و لباس: نگار جاودان
- موسیقی: سعید محمدی مطلق
- چهره‌پردازان: علیرضا چوپان، میترا چوپان
- مدیر تولید: محسن شایانفر
- مدیر برنامه‌ریزی: بهرام محمدی‌پور
- مدیر تدارکات: تقی محمودی
- دستیار اول کارگردان: سینا مطلبی
- دستیار دوم کارگردان: بهرام بهرامیان
- دستیار سوم کارگردان: علی واعظ
- منشی صحنه: صدیقه منفرد
- مجری طرح: مهدی صباغ‌زاده
- تهیه‌کننده: سیمافیلم
- فرمت تصویر: ویدئویی
- تعداد قسمت‌ها: ۱۸ قسمت (هر قسمت ۴۵ دقیقه)
- مدت زمان: ۸۱۰ دقیقه
- محصول: «سیمافیلم»
- پخش از: شبکه ۱ سیمای جمهوری اسلامی ایران
- سال تولید و پخش: ۱۳۷۵-۱۳۷۴